# Euploea rhadamia
Euploea rhadamia är en fjärilsart som beskrevs av Jean Baptiste Godart 1819. Euploea rhadamia ingår i släktet Euploea och familjen praktfjärilar. Inga underarter finns listade i Catalogue of Life.